# Olcadi

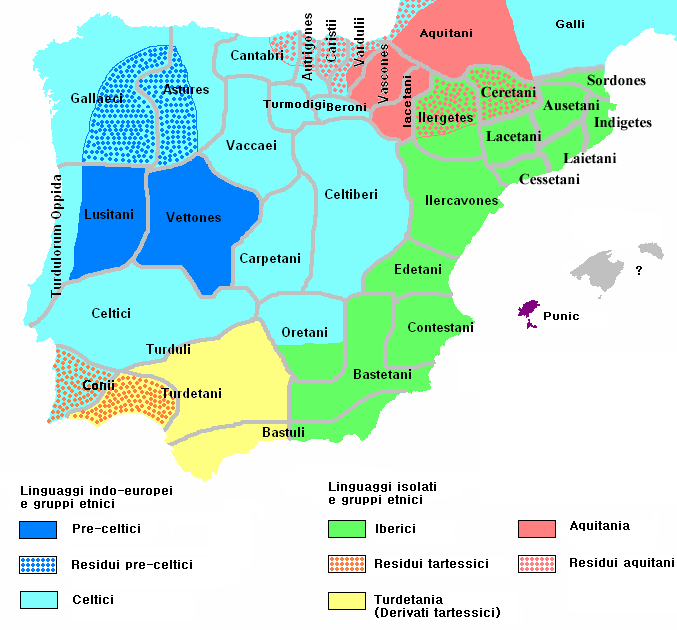
Popolazioni della penisola iberica attorno al 200 a.C.

Gli Olcadi (dal latino Olcadi) erano una popolazione dell'antica Iberia, che viveva nel territorio attorno alla città di Cartala (l'odierna Orgaz; chiamata da Polibio, Altea), che era la loro capitale. La tribù degli Olcadi popolava l'alto corso dell'attuale fiume spagnolo Guadiana.

## Storia

### Il dominio cartaginese
Sono menzionati per la prima volta da Tito Livio, quando ci racconta che Annibale decise di sottometterli nel 221 a.C., poiché si trovavano a sud dell'Ebro, e quindi secondo il recente trattato sottoscritto da Romani e Cartaginesi (nel 226 a.C.), "di competenza" di questi ultimi. Annibale riuscì al termine di una difficile campagna militare a sottometterli, dopo averne conquistato la loro capitale Cartala o Altea (l'odierna Orgaz). Fece presso di loro un importante bottino e li costrinse a pagare un tributo. L'anno successivo (220 a.C.), dopo aver trascorso l'inverno a Nova Carthago carico di bottino, fu la volta dei Vaccei. Una volta conquistate le città di Hermantica (o Elmantica in Polibio) e poi Arbocala (o Arbucala secondo Polibio, identificabile forse con la moderna Zamora), quest'ultima dopo un lungo assedio, gli abitanti di Hermantica, riuscirono a siglare un'alleanza con gli stessi Olcadi, ed i vicini Carpetani (o Carpesi), e si prepararono a tendere al generale cartaginese una trappola sulla via del ritorno, nei pressi del fiume Tago. Annibale riuscì, però, a battere i loro eserciti congiunti, composti da ben 100.000 armati (principalmente Carpetani), dopo essere riuscito ad evitare l'imboscata tesagli presso il fiume Tago. In un secondo momento, l'abilità d'Annibale prevalse su questi tre popoli, quando le forze nemiche che lo stavano attraversando per schierarsi in vista dell'imminente battaglia sulla riva opposta, carichi di armi e bagagli, furono pesantemente battuti e sottomessi al dominio cartaginese.